# Syria Poletti
Syria Poletti (Pieve di Cadore, 10 febbraio 1917 – Buenos Aires, 11 aprile 1991) è stata una scrittrice, saggista e poetessa italiana naturalizzata argentina.

## Biografia
Nata da Giuseppe e Giacoma Pasquali, originari di Sacile in Friuli, genitori che emigrarono in Argentina quando lei aveva solo 9 anni, venne cresciuta dalla nonna, Elisabetta Ballarin che per lei fu come una madre che divenne una figura centrale nell'opera della scrittrice.
Frequentò le scuole elementari locali fino a quando, a 12 anni, scoprì di essere affetta da scoliosi deformante, quindi fu sottratta alla nonna da alcuni zii e successivamente mandata all'istituto religioso "Toso" di Casier.
Terminata la scuola si iscrisse all'università di Venezia, dove nel 1937 si laureò in pedagogia.
A 21 anni, nel 1938 si imbarcò a Genova sulla nave Principessa Giovanna diretta a Buenos Aires. Dopo il tentativo di ricongiungersi ai genitori, residenti a Gualeguay, cominciò a insegnare l'italiano a Rosario e a studiare il castigliano, lingua dei suoi futuri romanzi.
Nel 1945 diventò professoressa e traduttrice di italiano presso l'Università Nazionale di Córdoba.
Verso la fine degli anni quaranta si trasferì a Buenos Aires dove iniziò a lavorare come redattrice e traduttrice in alcune riviste culturali. In quel periodo iniziò a pubblicare anche le sue prime poesie.
Nel 1953 cominciò a scrivere racconti sul quotidiano La Nación, e nel 1954 pubblicò Veinte poemas infantiles. Ha inoltre collaborato alla rivista Vea y Lea, dove scrisse romanzi polizieschi.
Nel 1956 divenne direttrice di alcuni programmi radio nazionali e della municipalità, lavoro che svolse fino al 1978.
La pubblicazione del suo primo romanzo nel 1961 Gente conmigo, fu un grande successo ricevette il Premio Internacional Losada e Premio Municipal de Buenos Aires, ne venne girato un film nel 1965 (adattamento di Jorge Masciángoli e diretto da Jorge Darnell) ed alcune trasposizioni televisive. Il romanzo venne ristampato otto volte  e tradotto in varie lingue.
Dal 1961 in poi, anno della sua ribalta, pubblicò moltissimi romanzi, racconti e poesie famosi in diversi paesi, ma non riuscì mai a far tradurre le sue opere nel suo paese d'origine, l'Italia.
Fu professoressa di letteratura all'università di Los Angeles, curò il ciclo di conferenze della Asociación Latinoamericana del Libro Infantil en Uruguay e fu vicepresidente della Sociedad Argentina de Escritores.
Morì a Buenos Aires nell'aprile 1991 all'età di 74 anni. La sua opera più famosa "Gente conmigo" venne lanciata in Italia solamente nel 1998 e tradotta come "Gente con me".
A Syria Poletti sono intitolati il Colegio Syria Poletti a Córdoba e il concorso internazionale Syria Poletti - sulle ali delle farfalle organizzato a Sacile suo paese d'origine.

## Opere pubblicate

### Libri
- 1954, Veinte poemas infantiles (fiabe)
- 1961, Gente conmigo, Losada, tradotto Gente con me, Marsilio, 1998
- 1964, Línea de fuego (racconto)
- 1965, Botella al mar (fiabe)
- 1969, Historias en rojo (racconto poliziesco)
- 1971, Extraño oficio (Crónicas de una obsesión) (romanzo)
- 1972, Reportajes supersónicos (libro per l'infanzia)
- 1977, Taller de imaginería
- 1978, El misterio de las valijas verdes (romanzo per l'infanzia)
- 1981, Amor de alas (romanzo)
- 1982, El rey que prohibió los globos (fiabe). Ediciones de Arte Gaglianone
- 1985, Alelí y el payaso Bum Bum (libro per l'infanzia)
- 1987, Cien cuentos de Syria Poletti (selezione di fiabe)
- 1988, Las hadas hacen dedo
- 1989, ...Y llegarán Buenos Aires
- 1991, El terror de la selva
- 1991, Una ventana a la vida
- 1992, Las siete hermanitas

## Premi e riconoscimenti
- Premio Internacional Losada, 1961.
- Secondo Premio Municipal de Buenos Aires, 1962.
- Primo Premio Municipal de Buenos Aires, 1967.
- Premio Internacional Doncel de cuentos infantiles, Spagna, 1965.
- Premio Ibby (UNESCO) per l'opera infantile, Germania, 1972.
- Premio Sixto Pondal Ríos para autores consagrados, 1984.
- Premio della Cámara Argentina de Publicaciones, 1984.
- Premio dell'Asociación Argentina de Lectura, 1984.
- Premio Konex de Platino sezione Literatura para Niños, 1984[3].
- Diploma al Merito Konex sezione Literatura para Niños, 1984[3].
- Premio dell'UNESCO, Giappone, 1985.